# Сугаррамурді
Сугаррамурді (баск. Zugarramurdi, ісп. Zugarramurdi) — муніципалітет в Іспанії, у складі автономної спільноти Наварра. Населення — 218 осіб (2009).
Муніципалітет розташований на відстані близько 360 км на північний схід від Мадрида, 50 км на північ від Памплони.
На території муніципалітету розташовані такі населені пункти: (дані про населення за 2009 рік)
- Аскар: 2 особи
- Ечартеа: 15 осіб
- Мадарія: 10 осіб
- Оласур: 16 осіб
- Сугаррамурді: 175 осіб

## Демографія
Динаміка населення (INE ):

## Галерея зображень

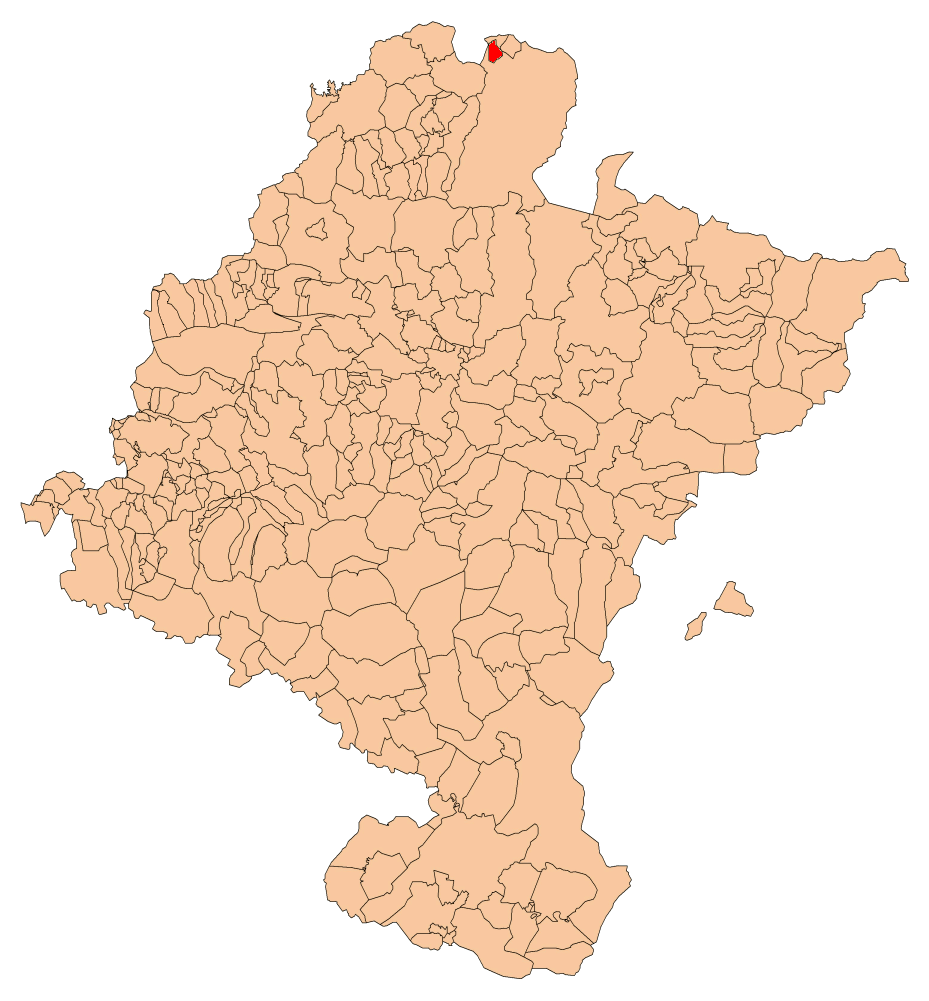
Розташування муніципалітету